# Achba

Escudo de los príncipes Anchabadze.

Achba (en ruso y abjasio: Ачба; plural: Ачаа, Achaa; en georgiano: ანჩაბაძე, Anchabadze; forma rusificada: Ачбовы, Achbovi) es un apellido principesco de Abjasia, procedente de la dinastía Anósida (Аносиды) de príncipes de Abazgia (Абазгия), que más adelante dirigieron el reino de Abjasia. Descendientes de los Achba se considera la casa de príncipes Abasios de Loovi, la casa abjasa de Chjotua y las georgianas de Chjeidze y Eristovi-Rachinskie. Las principales ramas Achba son Chaabalirjua (Чаабалырхуа) y Shat-Ipa (Шат-Ипа), así como los príncipes georgianos Machabeli (Мачабели) y Abjazi-Anchabadze (Абхази-Анчабадзе).

## Nobleza georgiana
Es la familia noble abjasio-georgiana superviviente más antigua originaria de Abjasia.
La familia Anchabadze se supone que tiene su origen en la dinastía gobernante de Abasia. Después de la ruptura con el Reino de Georgia a finales del siglo XV, Abjasia cayó bajo la influencia del Imperio otomano y del Islam, forzando a muchos miembros de la familia a huir a las tierras georgianas al este, al reino de Kartli yal  reino de Kajetia. Allí se formaron tres ramas principales:
- Anchabadze, línea abjasia de príncipes.
- Machabeli, de Kartli
- Abjazi de Kajetia.

Las tres familias fueron integradas más adelante en la nobleza imperial rusa como príncipes: los Machabeli y los Abjazi entre 1935 y 1850, y los Anchabadze en 1903.
Los descendientes de estas familias se encuentran en Abjasia y en Tiflis, llevando los apellidos de Achba y Anchabadze.

## Personas destacadas
- Zurab Anchabadze (Анчабадзе, Зураб Вианорович)
- Georgi Anzhabadze (Анчабадзе, Георгий Зурабович)
- Yuri Anchabadze (Анчабадзе, Юрий Дмитриевич)
- Nikolai Achba (Ачба, Николай Батович)

## Posesiones
Con los reyes Achba hay muchos topónimos relacionadas en toda Abjasia y en las zonas adyacentes:
- Chbijudaara (Чбыихудаара) — «cruce de Achba»;
- Chbaarta (Чбаарта) — «río de los Achba»;
- Chaabalirjua (Чаабалырхуа) — «morro de los Achba»;
- Achabeti (Ачабети) — pueblo del Osetia del Sur (en georgiano: "tierra achba")